# Тип 97 Чі-Ха
Тип 97, «Шя Шіншя 2597 Чі-Ха», «2597», «Чі-Ха»  (яп. 九七式中戦車 チハ, кю нанашікі чю:сеншя "Чі-Ха") — японський середній танк часів Другої світової війни. Середнім вважався за японською класифікацією, за масою належить до легких танків. Назва танка перекладається як «середній три».
Розроблений компанією «Міцубіші» в 1935 — 1937 роках, серійно вироблявся з 1938 по 1943 р. Другий за масовістю (після «Ха-Ґо») японський танк Другої світової війни, «Чі-Ха» був основою японських бронетанкових сил і активно використовувався на всіх театрах військових дій, де воювали японські війська.

## Історія створення
До середини 1930-х середній танк Тип 89, що становив основу японських бронетанкових військ, безнадійно застарів і вимагав заміни. За завданням вищого командування, до 1936 року були розроблені два прототипи майбутнього середнього танка — «Чі-Ні», вагою 9,8 тонн, розроблений фахівцями з арсеналу Осаки і 15-тонний «Чі-Ха», розроблений фірмою «Міцубіші». Генеральний штаб віддавав перевагу меншому і більш дешевому «Чі-Ні», але випробування обох прототипів, проведені в 1937, показали, що характеристики «Чі-Ні», в тому числі швидкісні, далекі від необхідних, а найголовніше, новий танк ненабагато перевищував вже перебуваючий у виробництві легкий танк «Ха-Ґо». Аналіз бойових дій в Китаї вказував на необхідність прийняття на озброєння більш рухомого, захищеного і потужніше озброєного танка, що і послужило причиною вибору в результаті «Чі-Ха».
Масове виробництво «Чі-Ха» було розпочато незабаром після закінчення активних бойових дій в Китаї фірмою «Міцубіші» за участю фірм «Шійсакуші» та «Ніхон Сейкосе», а також фірмою «Hitachi» і арсеналом в Саґамі. Всього з 1938 по 1943 було вироблено 2123 танка, включаючи 757 машин модифікації «Шінхото Чі-Ха». Крім того, певна кількість останніх було отримано переробкою зі звичайних «Чі-Ха».

## Опис конструкції
«Чі-Ха» мав компоновку із заднім розташуванням двигуна і переднім — агрегатів трансмісії, відділення управління об'єднано з бойовим. Екіпаж танка складався з чотирьох чоловік: механіка-водія, стрільця, що заряджає, і командира, який виконував також функції навідника.

### Броньовий корпус і башта
«Чі-Ха» мав слабо диференційний протикульовий броньовий захист, з обмеженим застосуванням раціональних кутів нахилу. Броньовий корпус і башта танка збиралися з катаних поверхнево загартованих броньових листів товщиною 8, 5, 10, 11, 12, 17, 20, 25 та 27 мм. Збірка здійснювалася на каркасі з підкладних смужок і куточків, за допомогою болтів і заклепок з кулестійкими головками, зварювання майже не застосовувалася.
Броньовий корпус танка мав складну, асиметричну у верхній частині форму, з надгусеничними нішами. Лобова частина корпуса мала східчасту форму, рубки механіка-водія і стрільця у верхній її частині виконувалися з гнутих бронелистів товщиною 27 мм, розташованих під кутом в 15 °. Середня частина складалася з бронелистів товщиною 17 мм, розташованих під кутом в 82 °, ближче до лобу машини переходили в лист товщиною 20 мм, розташований під кутом в 65 °. Нижня частина лобової броні являла собою 27-мм бронелист, вигнутий під кутом від 27 ° у верхній своїй частині до 60 ° в нижній. Борти корпусу в нижній частині були вертикальні і виконувалися з кожного боку з трьох бронелистів, середньою товщиною 25 мм і лобового з кормовим, товщиною 20 мм. Частина бортів складалася з 20-мм бронелистів, розташованих під кутом від 25 ° до 40 °. Кормова частина виконувалась також з 20-мм бронелистів, розташованих під кутом в 67 ° верхнього і гнутого нижнього. Днище корпусу мало товщину в 8,5 мм, дах — 12 мм в районі підбаштової коробки і 10 мм в районі моторного відділення.
Двомісна башта «Чі-Ха» мала конічну, з невеликою кормовою нішею, форму і встановлювалася на кульковій опорі на даху бойового відділення, з помітним зсувом у праву половину танка. Стінки башти та броньова маска гармати мали товщину в 25 мм і розташовувалися під кутом від 10 ° до 12 ° до вертикалі, дах башти мав товщину в 10 мм. На даху башти розташовувалася командирська башточка.
Для посадки і висадки екіпажу служили два люки: для командира і заряджаючого — двостулковий в даху командирської башточки, для механіка-водія і стрільця — одностулковий в даху бойового відділення, над місцем стрільця. Крім цього в корпусі були численні люки, що служили для доступу до агрегатів двигуна і трансмісії, а частина даху і бортів моторного відділення і зовсім була виконана броньовими жалюзі.

### Озброєння
Основним озброєнням танка була 57-мм напівавтоматична танкова гармата Тип 97 з довжиною ствола 18,4 калібри/1049 мм. Маса ствола і казенної частини гармати становила 62,5 кг, маса гармати в зборі — 133 кг. Гармата розміщувалася в лобовій частині башти на горизонтальних і вертикальних цапфах, що дозволяли її наведення в вертикальній площині в межах −9... +21° і в горизонтальній — в межах ± 10°. Будь-які механізми наведення були відсутні, наведення гармати здійснювалося вільним її хитанням за допомогою плечового упору. Боєкомплект гармати складався з 120 унітарних пострілів, які розміщувалися в стелажах в бойовому відділенні. У стандартний боєкомплект входили 80 осколкових і 40 бронебійних снарядів.
| Боєприпаси 57-мм танкової гармати Тип 97 |        |                   |                  |            |                       |
| Тип снаряда                              | Марка  | Маса пострілу, кг | Маса снаряда, кг | Маса ВР, г | Дульна швидкість, м/с |
| бронебійний гостроголовий                | Тип 92 |                   | 2, 58            | 103        | 400 — 420             |
| осколковий                               |        |                   | 2, 36            | 250        | 355                   |

| Таблиця бронепробивності для 57-мм танкової гармати Тип 97, в мм |    |     |     |     |     |      |      |
| Снаряд / Відстань, м | 25 | 100 | 250 | 500 | 750 | 1000 | 1250 |
| Бронебійний (кут зустрічі 0 В°) | 23 | 22  | 20  | 17  | 13  | 12   | 11   |
| Слід пам'ятати, що в різний час і в різних країнах використовувалися різні методики визначення бронепробивності. Як наслідок, пряме порівняння з аналогічними даними інших гармат часто виявляється неможливим. |    |     |     |     |     |      |      |

Допоміжне озброєння «Чі-Ха» становили два 7,7-мм кулемета Тип 97, розташованих стандартно для японських танків — один кулемет в кормовій ніші башти і один зліва в лобовому листі корпусу. Кулемети розташовувалися в установках на вертикальних і горизонтальних цапфах, прикриті напівсферичним броньовим щитком, часом в літературі помилково іменованої кульовим. Також на даху башти розташовувався кронштейн для установки додаткового зенітного кулемета того ж типу. Стандартний боєкомплект кулеметів становив 3825 патронів в магазинах: 2475 зі звичайною кулею й 1350 з бронебійної.

### Засоби спостереження та зв'язку
Радіостанція на танках спочатку передбачена не була. Пізніше радіостанції почали встановлювати на командирських машинах, від командира взводу та вище, за рахунок скорочення боєкомплекту. Їх характерною зовнішньою відзнакою була поручнева антена навколо башти, яку незабаром змінили на штиркову, для маскування цінних машин. Лінійним танкам командир був змушений віддавати накази колишнім способом — за допомогою сигнальних прапорців.

### Двигун та трансмісія
«Чі-Ха» обладналися чотиритактним V-подібним 12-циліндровим дизелем «Міцубіші» Тип 97 повітряного охолодження потужністю 170 к. с.
Трансмісія складалася з редуктора, чотириступеневої коробки передач із заниженою передачею, карданного вала, бортових фрикціонів та одноступінчатих бортових редукторів.

### Ходова частина
Підвіска «Чі-Ха» виконувалася за стандартною для японських танків системі Т. Хара, з котками, попарно підвішеними на балансирах що гойдаються, за допомогою системи важелів і тяг з'єднаних зі спіральними пружинами, укритими в горизонтальних трубах з боків корпусу. Власне, вона являла собою підвіску легкого танка «Ха-Го» з додатковими передніми та задніми котками з незалежною підвіскою, за допомогою важелів з'єднаними з похилими спіральними пружинами, відкрито закріпленими на борту.
Провідні котки передні, зачеплення гусениць цівкове. Гусениці сталеві дрібноланкові, з одним гребенем, кожна з 96 траків з кроком 120 мм і шириною 330 мм.

## Модифікації

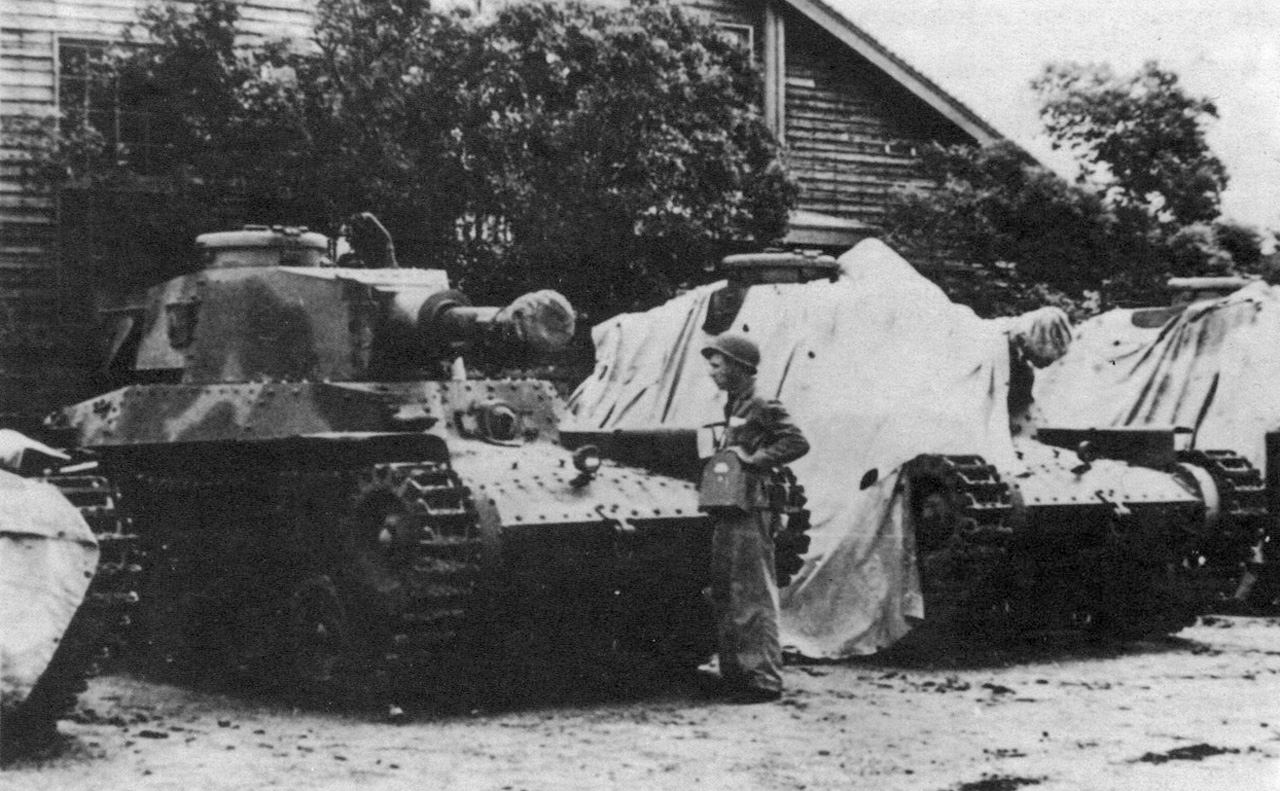
Танки «штурмової» версії «Чі-Ха» з 120-мм гарматою, захоплені американськими військами 1945 року.

### «Шінхото Чі-Ха»
«Шінхото Чі-Ха» був розроблений в 1939 р. з метою підвищення явно недостатніх протитанкових можливостей «Чі-Ха». Ця модифікація відрізнялася новою баштою з встановленою в ній довгоствольною 47-мм гарматою. Незважаючи на менший калібр, за рахунок високої початкової швидкості снаряда нова гармата значно перевершувала 57-мм гармату за бронепробивністю. Танки цього варіанту випускалися до 1943 року поряд з «Чі-Ха» базової версії.

### «Чі-Ха» з 120-мм гарматою
Розроблений за замовленням морської піхоти варіант «Чі-Ха», озброєний короткоствольною 120-мм морською гарматою з дуловим гальмом у башті «Шінхото Чі-Ха». Випускався в невеликих кількостях у другій половині війни.

### «Чі-Кі»
Командирський варіант «Чі-Ха», що призначався для командирів полків та батальйонів. Відрізнявся відсутністю в зайнятій радіоустаткуванням башті 57-мм гармати та установкою на місці лобового кулемета 37-мм гармати.

## Машини на базі «Чі-Ха»
Будучи довгий час найбільш важким з доступних японцям танкових шасі, «Чі-Ха» послужив основою для великої кількості машин найрізноманітнішого призначення.

### САУ

#### «Хо-Ро»
Самохідна гаубиця на базі «Чі-Ха», отримана установкою 150-мм гаубиці Тип 38 у відкриту зверху та ззаду рубку на місці башти. Випущено всього 12 або 13 штук в 1941 — 1943 роках.

#### «Хо-Ні»
Серія САУ, які вироблялися в 1942 — 1945 роках на базі «Чі-Ха». Конструктивно були схожі з «Хо-Ро», лише «Хо-Ні III» отримала нову повністю закриту броньову рубку. У літературі ці САУ часто відносять до протитанкових, але основним їх призначенням була вогнева підтримка. Озброєння «Хо-Ні» I і III становили 75-мм гармати Тип 1 і Тип 3, відповідно, а «Хо-Ні II» була озброєна 105-мм гаубицею Тип 91. САУ «Хо-Ні», випущені в кількості близько 170 штук, стали єдиними щодо масовості японськими САУ Другої світової.

#### Прототипи

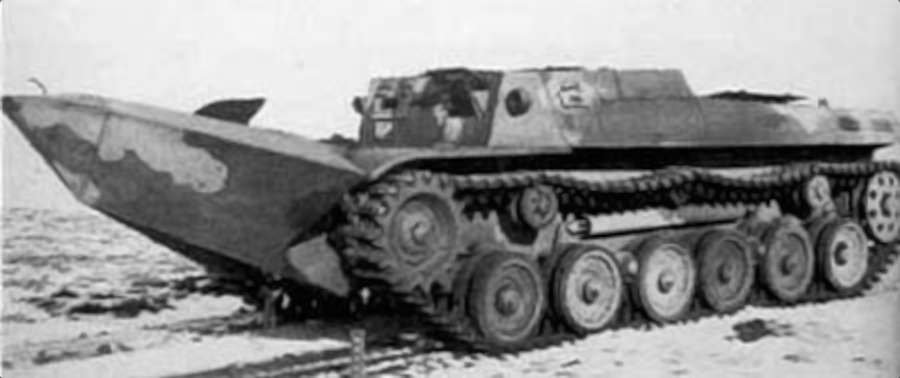
Броньована лісоповальна машина «Хо-К», Маньчжурія, 1941 рік.

Також у другій половині війни японці розробили цілий ряд САУ на базі «Чі-Ха», велика частина яких так і залишилася на папері, або не зайшла далі побудови дослідних зразків.
- САУ Тип 2 «Ку-Се» з 75-мм гірською гарматою Тип 94, встановленої в рубці по типу «Хо-Ро»;
- САУ «Хо-Чі» з 155-мм гарматою в аналогічній рубці;
- Різні варіанти ЗСУ з 37, 75 або 120-мм гарматами.

### Машини спеціального призначення на базі «Чи-Ха»

#### Броньована лісоповальна машина «Хо-К»
Випущена в кількості 40 примірників 1941 року лісоповальна машина на базі «Чі-Ха». Спочатку «Хо-К» надійшли в дислоковані в Маньчжурії інженерні частини та передбачалися до використання в Сибіру в прийдешньому наступі на СРСР, але у зв'язку зі зміною планів були перекинуті до Нової Гвінеї, де використовувалися при будівництві аеродромів у джунглях.

#### Броньовані ремонтно-евакуаційна машина «Се-Рі»
В 1941 — 1943 роках на базі «Чі-Ха» були зібрані дві або три БРЕМ «Се-Рі». Стандартна башта замінювалося на них на невелику башточку з 7,7-мм кулеметом Тип 97, а в кормовій частині встановлювалася стріла крана вантажопідйомністю в 5 тонн. У поєднанні з лебідкою та установкою двигуна «Міцубісі» Тип 100 потужністю 240 к. с. це дозволяло здійснювати в польових умовах ремонт та евакуацію середніх танків, але в серійне виробництво машина так і не пішла.

#### «Ка-Ха»
Випущена в кількості 4 штук на базі «Чі-Ха» машина, що призначалася для знищення ворожих ліній проводового зв'язку. Відрізнялася від стандартного танка відсутністю гармати та установкою генератора високої напруги (до 10 кВ).
Крім цього, на базі «Чі-Ха» створювалися броньований мостоукладальник «Т-Г» та машина розмінування з тралом ланцюгового типу.

## Де можна побачити

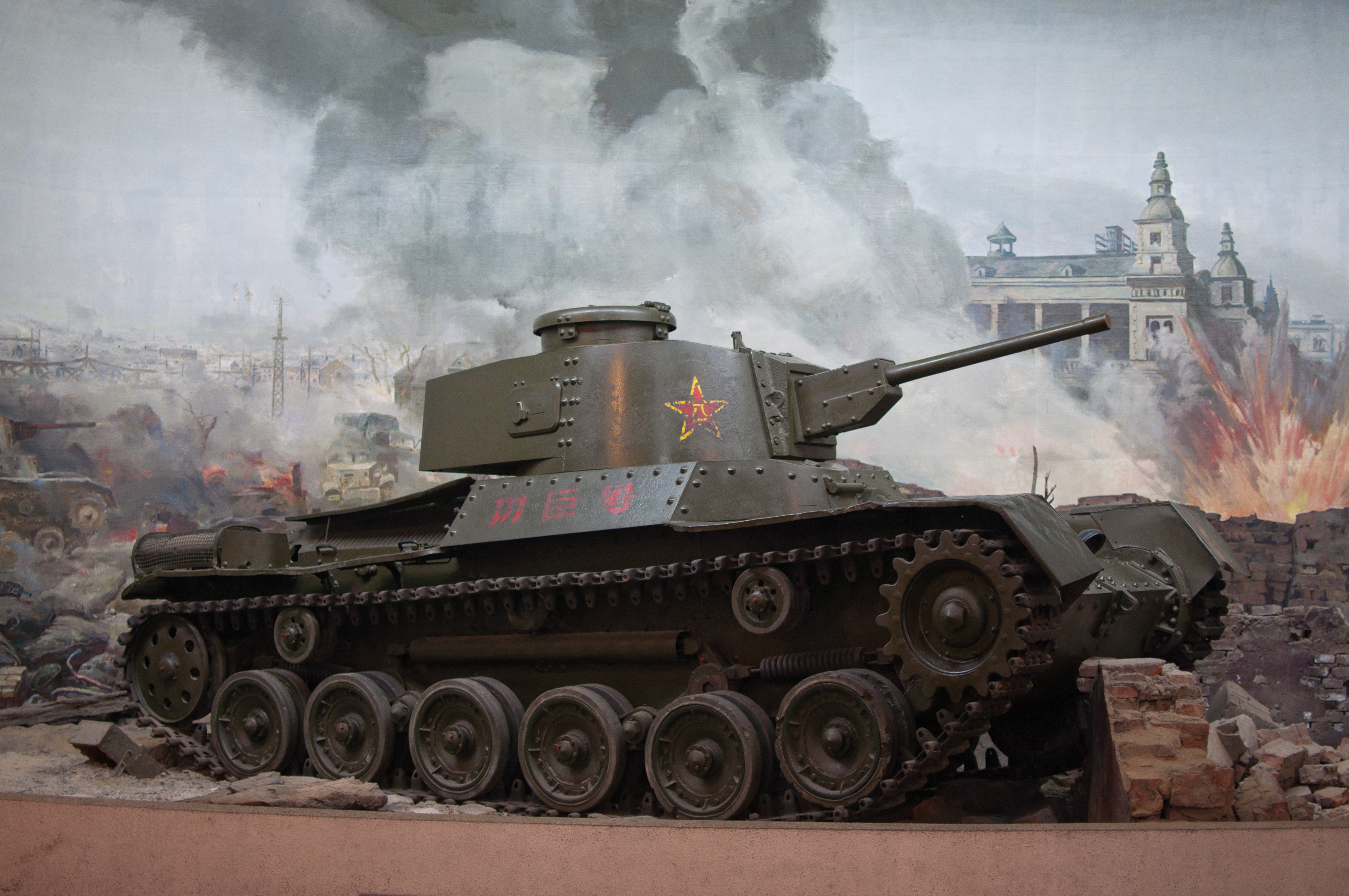
У китайському музеї

До нашого часу в музеях збереглося лише 2 танка «Чі-Ха», крім них відомо ще 11, переважно пошкоджених в боях машин. 
- Індонезія — національний музей в Маланзі.
- Китайська Народна Республіка — Народно-революційний військовий музей Китаю[en] в Пекіні
- Японія:
  - Храм Ясукуні.
  - Танкова школа Японської Імператорської армії (пошкоджений в бою «Чі-Ха»).
- Росія — острів Шумшу, Курильські острови (пошкоджений в бою «Чі-Ха»).
- Крім цього, ще 9 пошкоджених в боях або кинутих екіпажами та знаходяться в поганому стані «Чі-Ха» знаходяться на островах Сайпан, Гуадалканал та острові Герцога Йоркського в Новій Гвінеї.